# 2.ª División SS Das Reich
La 2.ª División SS "Das Reich" (en español: «El Imperio») fue una unidad de élite Waffen-SS del Tercer Reich que combatió en el bando del Eje durante la II Guerra Mundial. Tomó parte en la batalla de Francia, en las campañas de los Balcanes de 1941 y, sobre todo, en el frente oriental, donde combatió con fiereza y se hizo conocida su cooperación con los Einsatzgruppen en la limpieza racial en Bielorrusia y del que fue retirada después de sufrir cuantiosas bajas para ser enviada al frente occidental, donde tras dejar una estela de ajusticiamientos en respuesta a la acción de los partisanos en distintos pueblos en Francia, participó en las batallas de Normandía y las Ardenas. Posteriormente, continuó luchando en Hungría (batalla de Budapest,  ofensiva del lago Balatón) y Austria (ofensiva de Viena).
El regimiento "Der Führer" comandado por Adolf Diekmann y Otto Kanh de la Das Reich, regimiento especialmente adiestrada en la represión de la resistencia, fue responsable de la masacre de Oradour-sur-Glane, en la que resultaron asesinados 643 civiles, incluyendo 207 niños, el 10 de junio de 1944. El emblema de la división Das Reich era el Wolfsangel (gancho o anzuelo para lobos), alineado horizontalmente.

## Historia

### Primeros años
Después de la invasión de Polonia de 1939, los tres regimientos SS «Deutschland», «Der Führer» y «Germania» fueron agrupados en una división, la SS-Verfügungstruppe («Tropas para Operaciones Especiales»). «Das Reich» tomó parte en la batalla de Francia en 1940 bajo su antiguo nombre. Tras participar en la toma de Róterdam, interceptó una fuerza francesa y la empujó a la región de Zelanda. Luego fue enviada a acabar con pequeños focos de resistencia aliada detrás de las filas alemanas. Más tarde fue trasladada al sur, para ayudar en el avance alemán hacia París. Al final de la campaña, la división «Verfügungstruppe» («Das Reich») había llegado hasta la frontera con España. Al finalizar la campaña en Francia, el regimiento «Germania» fue enviado a la todavía no organizada 5.ª División Panzergrenadier SS Wiking, y un nuevo regimiento fue creado y agregado para reemplazar a «Germania»: la «SS-Totenkopfstandarte», o el 11.º Regimiento de Infantería. Esta sería la organización final de la 2ª División SS Das Reich, que temporalmente fue llamada Deutschland.

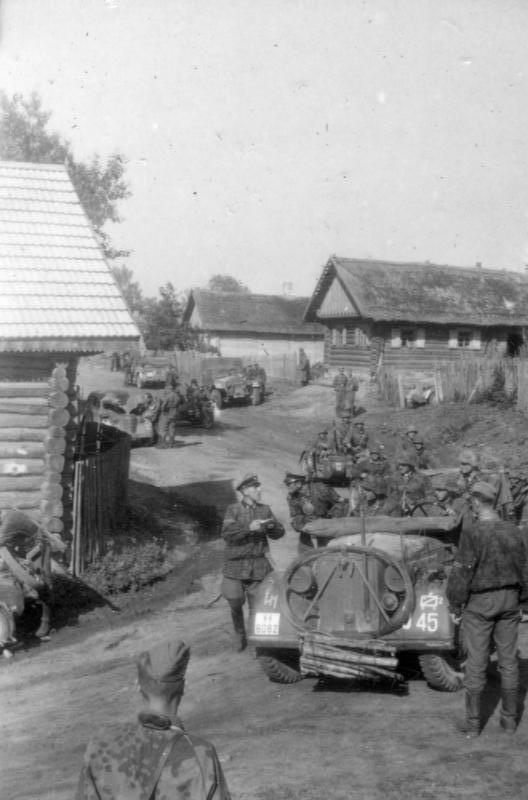
La Das Reich en la URSS en junio de 1941.

Durante la batalla de Inglaterra, «Das Reich» permaneció en Francia, preparándose para la operación León Marino. Luego fue trasladada a Rumania para participar en la campaña de los Balcanes de marzo de 1941. En abril colaboró en la toma de Belgrado, Yugoslavia. 

### Frente Oriental

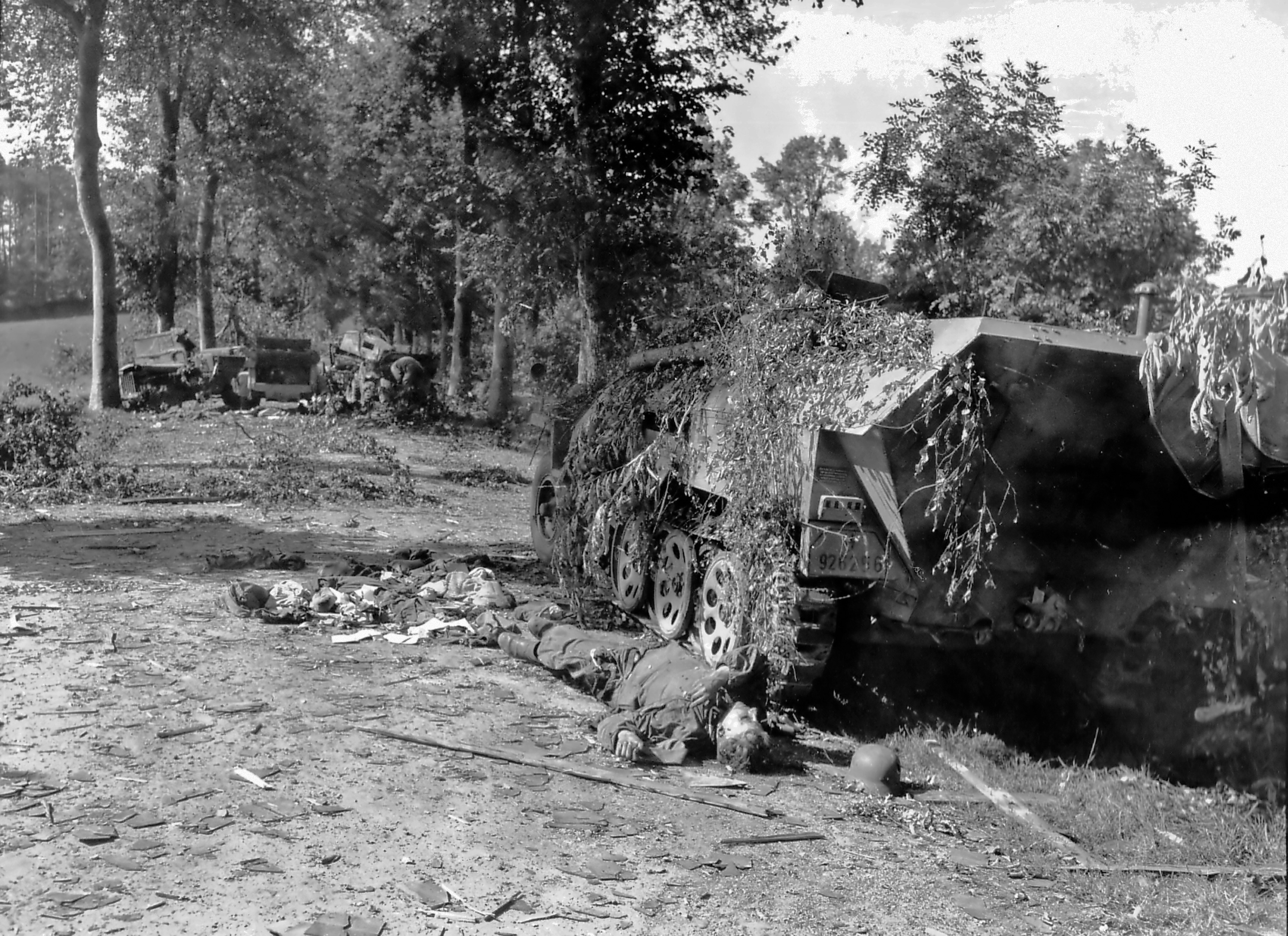
Soldados muertos de la Das Reich junto a un vehículo semioruga SdKfz 250 durante la batalla de Normandía en 1944.

Inmediatamente fue transferida a Polonia para actuar en la invasión de la Unión Soviética. En esta nueva campaña, la «Das Reich» fue integrada en el Grupo de Ejércitos Centro, tomando parte en la Ofensiva de Yelnia cerca de Smolensko. Luego luchó en la batalla de Moscú, encabezando la ofensiva alemana, llegando a unos pocos kilómetros de la capital soviética. No obstante, el costo de estar tan cerca del objetivo final de la operación Tifón ocasionó que la «Das Reich» sufriera cuantiosas bajas. La contraofensiva de Zhúkov en el invierno de 1941-1942 se descargó directamente sobre esta división, por lo que sus soldados fueron retirados rápidamente y enviados a Francia, donde fueron reorganizados como una división de panzergranaderos. Durante este tiempo participaron en las operaciones de custodia de la flota francesa en Tolón.

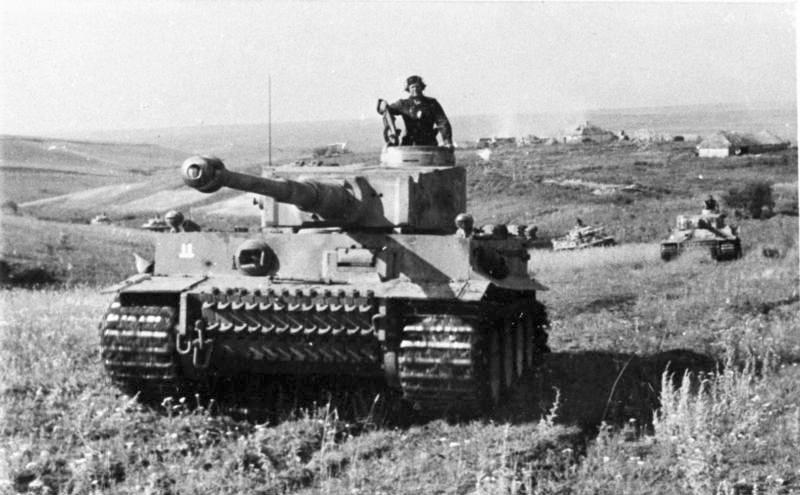
Tanque Tiger I de la Das Reich durante la batalla de Kursk en 1943.

En 1943, la división «Das Reich», reposada ya, fue destinada de nuevo al frente oriental, donde participó en la Tercera batalla de Járkov bajo el mando de Paul Hausser, que había caído en manos soviéticas como consecuencia de la derrota alemana en Stalingrado. Inmediatamente después, la «Das Reich» empezó a prepararse para intervenir en la operación Ciudadela, y junto con otras divisiones de élite fue lanzada a eliminar el saliente de Kursk. No obstante, esta ofensiva había sido prevista por la Stavka, y los esfuerzos alemanes chocaron contra fuerte resistencia soviética. La «Das Reich» logró avanzar hasta 60 km, pero cuando los aliados desembarcaron en Sicilia, la división, junto con otras, fue retirada del frente. Durante este tiempo la «Das Reich» fue reorganizada bajo el nombre de División SS Panzer «Das Reich», siendo enviada a Francia de nuevo, esta vez para participar en operaciones antipartisanas, que en comparación con las batallas del frente oriental, era considerado como un descanso. No obstante, unidades de la «Das Reich» quedaron en Rusia bajo el nombre de Kampfgruppe Das Reich. En el invierno de 1943 y 1944, una contraofensiva soviética atrapó al Kampfgruppe Das Reich entre otras unidades, y el II SS Cuerpo Panzer acudió en su ayuda, logrando liberar a la mayoría de las tropas.

### Frente del Oeste
En febrero de 1944, el Kampfgruppe fue enviado a Francia para reunirse con el resto de la «Das Reich». No obstante, un reducido número de unidades del Kampfgruppe Das Reich permaneció en el frente oriental bajo el nombre de Kampfgruppe Weidinger y participó en las retiradas de Khmelnitsky y Ternopil. Mientras tanto la «Das Reich», estacionada principalmente en Montauban, recibió reemplazos y nuevos equipos. Después del desembarco de Normandía, la «Das Reich» fue movilizada hacía Normandía, sin embargo la resistencia francesa realizó una serie de atentados que retrasaron su avance hacia la costa. Esto se tradujo en una serie de represalias antipartisanas contra los civiles a medida que cruzaban pueblos, en especial Tule y Orador-sur-Glane. Violette Szabo, una agente de SOE fue capturada por una patrulla de la Das Reich en Limognes mientras las SS rastreaban el paradero del mayor SS Helmut Kämpfe. 
La SS Das Reiche combatió en Caen y Saint-Lô junto con la 12.ª SS División Panzer Hitlerjugend y la División de elite 130.ª Panzer-Lehr-Division. A pesar de que las fuerzas alemanes en la región lograron detener el avance de las tropas británicas de Bernard Montgomery, y la «Das Reich» consiguió recuperar Mortain, la ruptura del frente al oeste por George Patton hizo que los alemanes retrocedieran ante el riesgo de quedar atrapados en la bolsa de Falaise. La «Das Reich», junto con la 9.ª División Panzer SS Hohenstaufen pudo mantener abierto el cerco lo suficiente para que muchas tropas alemanas escaparan. La «Das Reich» luego fue trasladada detrás del Sena y después allende la línea Sigfrido, en la frontera francogermana. En diciembre de 1944, participó en la batalla de las Ardenas e intentó acercarse al puerto de Amberes sin éxito. Tras detenerse a menos de 40 km del río Mosa, la «Das Reich» fue parada en seco el 25 de diciembre, y luego obligada a retroceder por contraataques aliados. No obstante, el comandante de la «Das Reich», Ernst Barkmann, alcanzó notoriedad al crear el llamado Rincón de Barkmann, donde destruyó numerosos tanques enemigos en escaramuzas.

### Últimos meses
«Das Reich» fue retirada entonces del frente para ser transportada a Hungría, donde tomó parte en la operación Konrad, que intentaba levantar el sitio de Budapest. En marzo de 1945 participó en la fallida Ofensiva del Lago Balatón, que nuevamente supuso una derrota y fuertes perdidas para la unidad. «Das Reich» pasó los días que quedaban de guerra retrocediendo a Viena, y luego hacia el Protectorado de Bohemia y Moravia. Al final, la mayoría de los soldados de la 2.ª División SS Panzer «Das Reich» lograron escapar al oeste, donde se rindieron en masa a los estadounidenses en mayo de 1945.

## Comandantes
| N.º | Retrato | Comandante                                                        | Desde                   | Hasta                   |
| --- | ------- | ----------------------------------------------------------------- | ----------------------- | ----------------------- |
| 1   |         | SS-Obergruppenführer Paul Hausser (1880-1972)                     | 19 de octubre de 1939   | 14 de octubre de 1941   |
| 2   |         | SS-Brigadeführer Wilhelm Bittrich (1894-1979)                     | 14 de octubre de 1941   | 31 de diciembre de 1941 |
| 3   |         | SS-Brigadeführer Matthias Kleinheisterkamp (1893-1945)            | 31 de diciembre de 1941 | 19 de abril de 1942     |
| 4   |         | SS-Gruppenführer Georg Keppler (1894-1966)                        | 19 de abril de 1942     | 10 de febrero de 1943   |
| 5   |         | SS-Brigadeführer Herbert-Ernst Vahl (1896-1944)                   | 10 de febrero de 1943   | 18 de marzo de 1943     |
| 6   |         | SS-Standartenführer Kurt Brasack (1892-1978)                      | 18 de marzo de 1943     | 3 de abril de 1943      |
| 7   |         | SS-Gruppenführer Walter Krüger (1890-1945)                        | 3 de abril de 1943      | 23 de octubre de 1943   |
| 8   |         | SS-Brigadeführer Heinz Lammerding (1905-1971)                     | 23 de octubre de 1943   | 20 de enero de 1945     |
| 9   |         | SS-Obersturmbannführer Christian Tychsen (1910-1944) en funciones | 24 de julio de 1944     | 28 de julio de 1944     |
| 10  |         | SS-Oberführer Otto Baum (1911-1998) en funciones                  | 28 de julio de 1944     | 23 de octubre de 1944   |
| 11  |         | SS-Standartenführer Karl Kreutz (1909-1997)                       | 20 de enero de 1945     | 4 de febrero de 1945    |
| 12  |         | SS-Gruppenführer Werner Ostendorff (1903-1945)                    | 4 de febrero de 1945    | 9 de marzo de 1945      |
| 13  |         | SS-Standartenführer Rudolf Lehmann (1914-1983)                    | 9 de marzo de 1945      | 13 de abril de 1945     |
| 14  |         | SS-Standartenführer Karl Kreutz (1909-1997)                       | 13 de abril de 1945     | 8 de mayo de 1945       |